# Kepler-1638 b
Kepler-1638 b est une exoplanète appartenant au système Kepler-1638 situé dans la constellation du Cygne. La planète est une super-Terre, d'un rayon de près de deux fois le R⊕, tandis que sa masse est plus de quatre fois celle de la Terre. Elle boucle son orbite en à peu près 260 jours dans la zone habitable de son étoile.
C'est l'exoplanète potentiellement habitable la plus éloignée découverte en 2016, elle est située à environ 2 900 années-lumière (soit 880 pc) de la Terre,,.